# Apples and Oranges
Singles de Pink Floyd
Flaming
/ The Gnome
(1967) It Would Be So Nice / Julia Dream
(1968)
Apples and Oranges est une chanson de Pink Floyd sortie en single en 1967, avec Paint Box en face B. Non retenue sur l'album The Piper at the Gates of Dawn sorti la même année, elle existe néanmoins en vinyle 33 tours sur la compilation des premiers singles du groupe The Best of Pink Floyd sortie en 1970 (disque réédité en mars 1974 avec le titre de Master of Rock). Elle fut incluse, en versions mono et stéréo, dans la réédition du premier album parue en CD à l'occasion du quarantième anniversaire de sa sortie, en 2007.

## Musiciens
- Syd Barrett : guitare, chant
- Roger Waters : basse, chœurs
- Richard Wright : orgue Hammond, piano, piano électrique, chœurs
- Nick Mason : batterie et percussions